# Associazione Calcio Reggiana 1919 2006-2007
Questa voce raccoglie le informazioni riguardanti della Associazione Calcio Reggiana 1919 nelle competizioni ufficiali della stagione 2006-2007.

## La stagione
Secondo anno di C2 e la società punta ai play off. Nella stagione 2006-2007 arriva come direttore sportivo Massimo Varini. Viene confermato in panchina Luciano Foschi. La squadra si rafforza con l'acquisto di diversi giocatori: tra questi i due centrocampisti Nicola Cingolani e Paolo Ruffini, dalla Sampdoria arriva in prestito il terzino Fabrizio Cacciatore e all'attacco ritorna Andrea Mussi. Poco dopo raggiunge Reggio anche il difensore Stefano Rossini, preso dalla Cremonese. Nella Coppa Italia di Serie C la Reggiana disputa il girone D senza ottenere vittorie, vinto dal Ravenna.
Dopo la vittoria esterna di Rieti (1-2) nell'esordio del torneo, alla terza giornata ha fatto seguito la disfatta di Gubbio, dove la Reggiana è uscita battuta (4-2), poi arriva la sconfitta interna (0-1) con il Rovigo, a quel punto la società granata esonera Luciano Foschi e assume al suo posto Alessandro Pane. Dal mercato arrivano alcuni rinforzi di qualità, il centrocampista Vito Grieco dallo Spezia, l'attaccante Omar Martinetti ed il centrocampista Antonio Maschio. La Reggiana messa così convince e con buoni risultati riesce ad agguantare i Play-off.
Le due partite di spareggio di semifinale con la Cisco Roma vengono entrambe vinte dalla Reggiana e le due di finale con la Paganese si concludono con un risultato di (1-0) per la Reggiana al Giglio davanti a 8.000 spettatori, e con identico risultato a Pagani in Campania per i locali, che poi, appena iniziati i tempi supplementari segnano il secondo gol (2-0), e vengono così promossi in C1. La Reggiana ha solo sfiorato il rientro in Serie C1, perso sul filo di lana del traguardo.

## Divise e sponsor
| Prima divisa |

## Rosa
| N. |                   | Ruolo | Calciatore          |
| -- | ----------------- | ----- | ------------------- |
|    | Italia (bandiera) | D     | Paolo Annoni        |
|    | Italia (bandiera) | P     | Davide Bagnacani    |
|    | Italia (bandiera) | A     | Davide Barbieri     |
|    | Italia (bandiera) | A     | Alessandro Beccaria |
|    | Italia (bandiera) | D     | Fabrizio Cacciatore |
|    | Italia (bandiera) | C     | Alan Carlet         |
|    | Italia (bandiera) | A     | Andrea Catellani    |
|    | Italia (bandiera) | D     | Fabio Caselli       |
|    | Italia (bandiera) | C     | Nicola Cingolani    |
|    | Italia (bandiera) | D     | Riccardo Contadini  |
|    | Italia (bandiera) | C     | Marco Cuoghi        |
|    | Italia (bandiera) | C     | Diego Di Gennaro    |
|    | Italia (bandiera) | C     | Antonio Foschini    |

| N. |                   | Ruolo | Calciatore          |
| -- | ----------------- | ----- | ------------------- |
|    | Italia (bandiera) | D     | Simone Gozzi        |
|    | Italia (bandiera) | C     | Vito Grieco         |
|    | Italia (bandiera) | A     | Giuseppe Ingari     |
|    | Italia (bandiera) | C     | Michele Malpeli     |
|    | Italia (bandiera) | A     | Omar Martinetti     |
|    | Italia (bandiera) | C     | Antonio Maschio     |
|    | Italia (bandiera) | A     | Andrea Mussi        |
|    | Italia (bandiera) | D     | Raffaele Nuzzo      |
|    | Italia (bandiera) | C     | Vanni Pessotto      |
|    | Italia (bandiera) | D     | Stefano Rossini     |
|    | Italia (bandiera) | C     | Paolo Ruffini       |
|    | Italia (bandiera) | D     | Mirco Stefani       |
|    | Italia (bandiera) | C     | Alfredo Tagliaferro |

## Risultati

### Campionato

#### Girone di andata
| Arbitro: | Tagarelli (Termoli) |

|             |           |                         |
| Gentile 84’ | Marcatori | 38’ Stefani 70’ Ruffini |

| Arbitro: | Manera (Castelfranco Veneto) |

|             |           |              |
| Stefani 40’ | Marcatori | 29’ Biliotti |

| Arbitro: | Marrocco (Pisa) |

|                                                |           |                          |
| Ercoli 60’ Marchi 64’ Campo 90’ Balestri 90+3’ | Marcatori | 18’ Barbieri 85’ Stefani |

| Arbitro: | Paoloemilio (Lanciano) |

|  |           |                |
|  | Marcatori | 82’ Gasparello |

| Arbitro: | Corletto (Castelfranco Veneto) |

|                       |           |                                      |
| Pippi 53’ (rig.), 80’ | Marcatori | 19’ Carlet 45+1’ Gozzi 90+1’ Ruffini |

| Reggio Emilia 8 ottobre 2006 6ª giornata | Reggiana                   | 0 – 0 | Poggibonsi | Stadio Giglio\| Arbitro: \| La Mura (Nocera Inferiore) \| |
| Arbitro:                                 | La Mura (Nocera Inferiore) |       |            |                                                           |

| Arbitro: | Zonno (Bari) |

|           |           |  |
| Fummo 17’ | Marcatori |  |

| Arbitro: | Zanichelli (Genova) |

|                         |           |                       |
| Carlet 65’ Foschini 88’ | Marcatori | 6’ Farris 29’ Ingiosi |

| Arbitro: | Tramontina (Udine) |

|           |           |               |
| Biggi 36’ | Marcatori | 29’ Cingolani |

| Arbitro: | Zega (Fermo) |

|                            |           |                          |
| Catellani 35’ Barbieri 48’ | Marcatori | 19’ Diamanti 41’ Girardi |

| Arbitro: | Spadaccini (Vasto) |

|  |           |                           |
|  | Marcatori | 30’ Ruffini 33’ Catellani |

| Arbitro: | Nasca (Bari) |

|                          |           |  |
| O. Martinetti 41’, 90+2’ | Marcatori |  |

| Arbitro: | Forconi (Aprilia) |

|                            |           |                             |
| J. Turchi 60’ Noviello 79’ | Marcatori | 78’ Cingolani 83’ Catellani |

| Arbitro: | Bo (Genova) |

|                                                          |           |  |
| O. Martinetti 15’ (rig.), 67’ Catellani 62’ Barbieri 85’ | Marcatori |  |

| Arbitro: | Barletta (Bernalda) |

|                    |           |                             |
| Sesa 16’ Bisso 49’ | Marcatori | 69’ Cingolani 81’ Catellani |

| Arbitro: | Baratta (Salerno) |

|                    |           |  |
| Ferri 90+3’ (aut.) | Marcatori |  |

| Arbitro: | Carbone (Napoli) |

|                                                |           |  |
| M. De Angelis 30’, 67’ M. Agostinelli 39’, 56’ | Marcatori |  |

#### Girone di ritorno
| Arbitro: | Valentini (Città di Castello) |

|                                 |           |            |
| O. Martinetti 1’ Di Gennaro 27’ | Marcatori | 57’ Frasca |

| Arbitro: | Passeri (Gubbio) |

|  |           |               |
|  | Marcatori | 69’ Catellani |

| Arbitro: | Viti (Campobasso) |

|             |           |  |
| Ruffini 88’ | Marcatori |  |

| Arbitro: | Barletta (Bernalda) |

|                                  |           |                                             |
| Furlanetto 55’ Shakpoke 64’, 69’ | Marcatori | 7’ Stefani 50’ Ruffini 78’ (rig.) Catellani |

| Reggio Emilia 11 febbraio 2007 22ª giornata | Reggiana          | 0 – 0 | Bellaria Igea Marina | Stadio Giglio\| Arbitro: \| D'Alessio (Forlì) \| |
| Arbitro:                                    | D'Alessio (Forlì) |       |                      |                                                  |

| Arbitro: | Spadaccini (Vasto) |

|                                         |           |                |
| Santoni 29’ Porricelli 42’ Peluso 90+5’ | Marcatori | 58’ Cacciatore |

| Arbitro: | Corletto (Castelfranco Veneto) |

|                 |           |  |
| Catellani 90+2’ | Marcatori |  |

| Arbitro: | Lioce (Molfetta) |

|  |           |                                        |
|  | Marcatori | 4’ O. Martinetti 10’ Stefani 60’ Mussi |

| Arbitro: | Ballo (Trapani) |

|                   |           |            |
| O. Martinetti 26’ | Marcatori | 82’ Buglio |

| Prato 25 marzo 2007 27ª giornata | Prato                 | 0 – 0 | Reggiana | Stadio Lungobisenzio\| Arbitro: \| Tozzi (Lido di Ostia) \| |
| Arbitro:                         | Tozzi (Lido di Ostia) |       |          |                                                             |

| Arbitro: | Carbone (Napoli) |

|               |           |            |
| Cingolani 64’ | Marcatori | 9’ Collini |

| Arbitro: | Forconi (Aprilia) |

|           |           |                     |
| Vaira 58’ | Marcatori | 40’ (rig.) Barbieri |

| Reggio Emilia 15 aprile 2007 30ª giornata | Reggiana                     | 0 – 0 | Foligno | Stadio Giglio\| Arbitro: \| Tommasi (Bassano del Grappa) \| |
| Arbitro:                                  | Tommasi (Bassano del Grappa) |       |         |                                                             |

| Giugliano in Campania 22 aprile 2007 31ª giornata | Giugliano     | 0 – 0 | Reggiana | Stadio Alberto De Cristofaro\| Arbitro: \| Lupo (Matera) \| |
| Arbitro:                                          | Lupo (Matera) |       |          |                                                             |

| Arbitro: | Zanardo |

|                       |           |                     |
| Foschini 90+2’ (rig.) | Marcatori | 72’ Elia 88’ Giorgi |

| Arbitro: | Marrocco (Pisa) |

|                  |           |  |
| Morbidelli 90+1’ | Marcatori |  |

| Arbitro: | Grazioli (Maniago) |

|                                     |           |                |
| Barbieri 64’, 83’ Ingari 75’ (rig.) | Marcatori | 27’, 89’ Boldo |

### Play-off
| Arbitro: | Gallione (Alessandria) |

|           |           |  |
| Gozzi 88’ | Marcatori |  |

| Arbitro: | Calvarese (Teramo) |

|  |           |            |
|  | Marcatori | 68’ Ingari |

| Arbitro: | Barletta (Bernalda) |

|            |           |  |
| Ingari 58’ | Marcatori |  |

| Arbitro: | Cavarretta (Trapani) |

|                       |           |  |
| Izzo 90+2’ Ibekwe 92’ | Marcatori |  |

### Coppa Italia di Serie C

#### Girone D
| Arbitro: | Merchiori (Ferrara) |

|                                |           |                  |
| Marchetti 10’ (rig.) Pippi 58’ | Marcatori | 32’ (rig.) Mussi |

| 27 agosto 2006 2ª giornata |  | – Turno di riposo Reggiana |  |  |

| Arbitro: | Scoditti (Bologna) |

|                             |           |  |
| Cavagna 5’ Gerbino Polo 26’ | Marcatori |  |

| Arbitro: | Meli (Parma) |

|              |           |            |
| Beccaria 49’ | Marcatori | 13’ Galati |

| Arbitro: | Pizzi (Saronno) |

|                  |           |                   |
| Mussi 20’ (rig.) | Marcatori | 55’ L. De Angelis |